# مارشا گریس ویلیامز
مارشا گریس ویلیامز (به انگلیسی: Marsha Garces Williams) (زاده ۱۸ ژوئن ۱۹۵۶) تهیه‌کننده آمریکایی است.

## فیلم‌شناسی
فهرست برخی از فیلم‌هایی که مارشا گریس ویلیامز در آن‌ها تهیه‌کننده بوده‌است:
- خانم داوت‌فایر
- پچ آدامز
- یعقوب کذاب